# Chartreuse de Sélignac

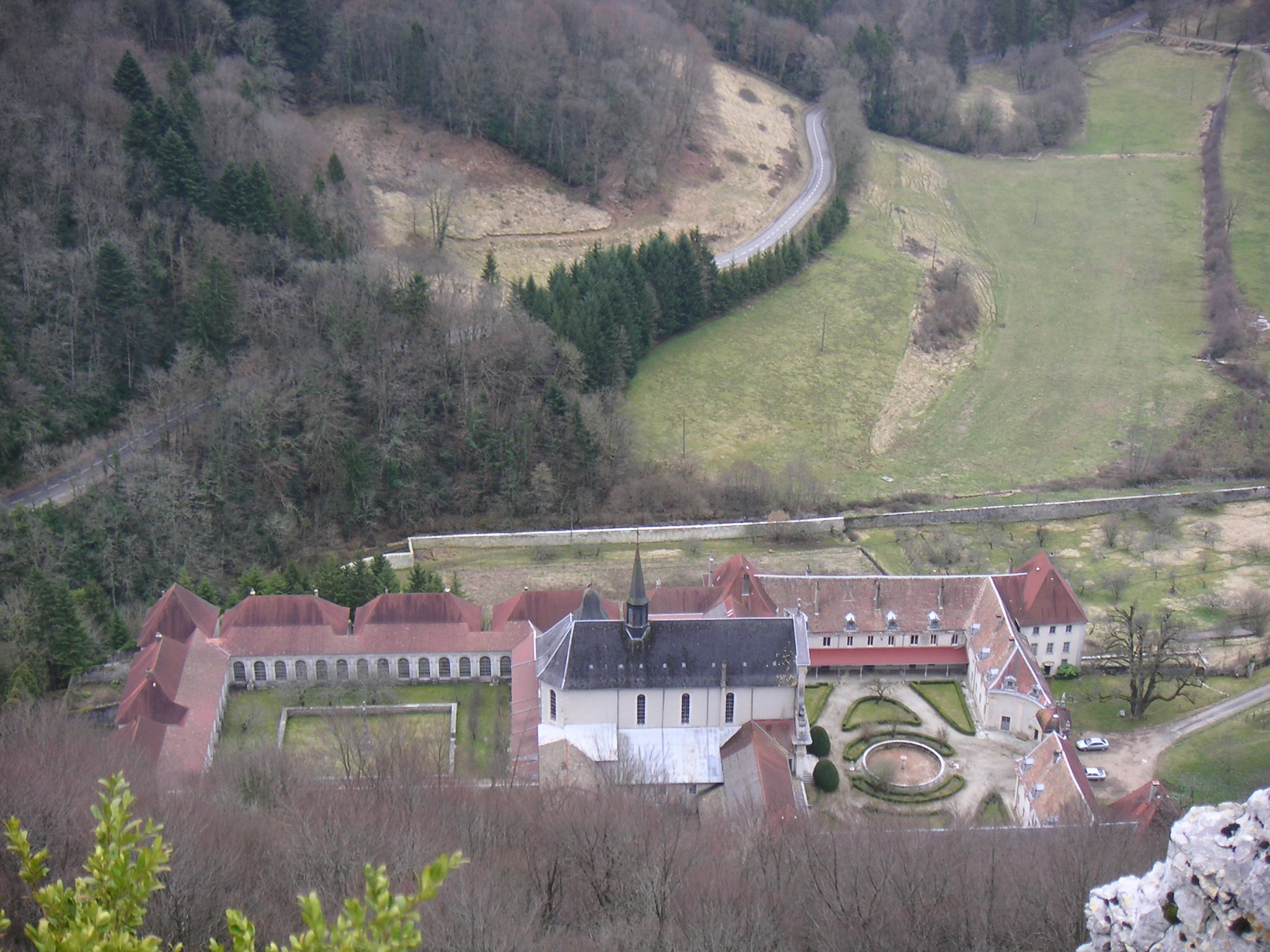
Gesamtansicht der Kartause

Die Chartreuse de Séligniac ist ein Kloster des kontemplativen Kartäuserordens in Simandre-sur-Suran im Département Ain in Frankreich. Sie wird heute von einigen mit dem Orden verbundenen Laienbrüdern bewohnt.

## Geschichte
Die Kartause wurde im Jahr 1202 auf einem Gelände, das Hugo von Coligny vor seinem Aufbruch zum Vierten Kreuzzug gestiftet hatte, errichtet und in der Französischen Revolution 1792 aufgehoben. Reformation und die Kriege des 17. Jahrhunderts führten zum Niedergang. Im 18. Jahrhundert blühte die Kartause wieder auf und wurde zu großen Teilen neu errichtet.
1810 wurde das Chorgestühl in die Kirche von Treffort (jetzt Teil der Gemeinde Treffort-Cuisiat) übertragen. Die Kirche der Kartause wurde 1866 restauriert. 1869 wurde die Anlage wieder von den Kartäusern übernommen. Im Zug der laizistischen Gesetzgebung verließen diese die Kartause 1901 wieder und nahmen ihre Zuflucht in Saxon im Wallis in der Schweiz, später in der Kartause La Valsainte sowie in St. Hugh’s Charterhouse in England. Die Gebäude wurden an einen Weinhändler verkauft, der dort ein Hotel einrichtete, das 1912 wieder geschlossen wurde. 1928 ließen sich die Kartäuser wieder in Sélignac nieder, das inzwischen durch eine Wohltäterin erworben worden war. Nach 1951 beteiligte sich die Kartause an der Wiedereinrichtung der Chartreuse de Portes.

## Heutige Nutzung
Im Jahr 2001 entschied das Generalkapitel, die klösterliche Niederlassung aufzugeben und durch eine Gemeinschaft von Laien zu ersetzen, die dort ein Leben in Einsamkeit und vom Vorbild des Ordensgründers Bruno von Köln und des Klosterlebens der Kartäuser führen sollten. Die Chartreuse de Sélignac bietet mit dem Maison Saint Bruno die einzige Möglichkeit zu Einkehrtagen in einer Niederlassung der Kartäuser. Andere Kartausen erlauben nur Anwärtern auf den Eintritt in den Orden den Zutritt. Die Idee eines solchen Hauses ist ein absolutes Novum in der 900-jährigen Geschichte des Kartäuserordens.